# Andria Lloyd
Andria Lloyd (née le 10 août 1971 à Rastatt, en Allemagne de l'Ouest) est une athlète jamaïcaine spécialiste du 100 mètres.

## Carrière
Elle remporte une médaille de bronze aux Jeux olympiques d'Atlanta avec ses camarades du relais 4 × 100 mètres.

### Palmarès
| Date | Compétition           | Lieu    | Résultat | Épreuve   | Performance |
| ---- | --------------------- | ------- | -------- | --------- | ----------- |
| 1996 | Jeux olympiques d'été | Atlanta | 3e       | 4 × 100 m | 42 s 24     |

### Records
| Épreuve    | Performance | Lieu     | Date |
| ---------- | ----------- | -------- | ---- |
| 100 mètres | 11 s 36     | Inconnue | 1996 |